# Вінкристин
Вінкристин (лейрокристин, Oncovin) — є хіміотерапевтичним препаратом, який використовується для лікування ряду типів раку. Це включає гострий лімфолейкоз, гострий мієлоїдний лейкоз, хворобу Ходжкіна, нейробластому та дрібноклітинний рак легенів. Його вводять внутрішньовенно.
Вінкристин вперше був виділений у 1961 році. Він входить до списку основних лікарських засобів Всесвітньої організації охорони здоров'я. Це алкалоїд барвінку, який можна отримати з мадагаскарського барвінку Catharanthus roseus.

## Механізм дії
Вінкристин працює частково шляхом зв’язування з білком тубуліну, зупиняючи полімеризацію димерів тубуліну з утворенням мікротрубочок, через що клітина не може відокремити свої хромосоми під час метафази. Потім клітина піддається апоптозу.  Молекула вінкристину пригнічує виробництво та дозрівання лейкоцитів. Однак недоліком вінкристину є те, що він впливає не лише на поділ ракових клітин. Він впливає на всі типи клітин, що швидко діляться, що робить необхідним дуже специфічне введення препарату.